# Aïn Smara
Aïn Smara (en arabe : عين سمارة ; en tifinagh : ⵄⵉⵏ ⵙⵎⴰⵔⴰ) est une commune de la wilaya de Constantine en Algérie.

## Géographie
Aïn Smara est située à l'ouest de la wilaya de Constantine, à 12 km au sud-ouest de Constantine. La commune s'étend sur 175 km².
| Ibn Ziad             | Constantine, Ibn Ziad | Constantine            |
| Oued Athmania (Mila) | Aïn Smara             | Constantine, El Khroub |
| Oued Seguen (Mila)   | Oued Seguen (Mila)    | El Khroub              |

Aïn Smara est une zone agricole et montagneuse avec sa forêt de Chettaba qui s'étend de Djébel Ouagueb jusqu'à El Djebbass aussi riche avec ses gisements tels que la carrière de marbre : onyx, la deuxième au monde.
La commune compte les agglomérations de Ain Smara, Cité Hraicha Ammar, un secteur de Ali Mendjeli, côté est, Hmaied, Cité Sonacome et Cité Chouder.

## Démographie
Aïn Smara compte 36 998 habitants en 2008. La densité de population est de 211,4 habitants par km² sur la ville.